# Arbignieu
Arbignieu est une ancienne commune française située dans le département de l'Ain, en région Auvergne-Rhône-Alpes. Le 1er janvier 2016, elle fusionne avec Saint-Bois pour former la commune nouvelle d'Arboys en Bugey.

## Géographie
La commune est traversée par le sentier de randonnée du Tour du Bugey, son bourg est situé à 4 km au sud-ouest de Belley. Elle se situe dans la zone de délimitation des vins AOC du Bugey avec l'appellation « Roussette du Bugey-Arbignieu ».

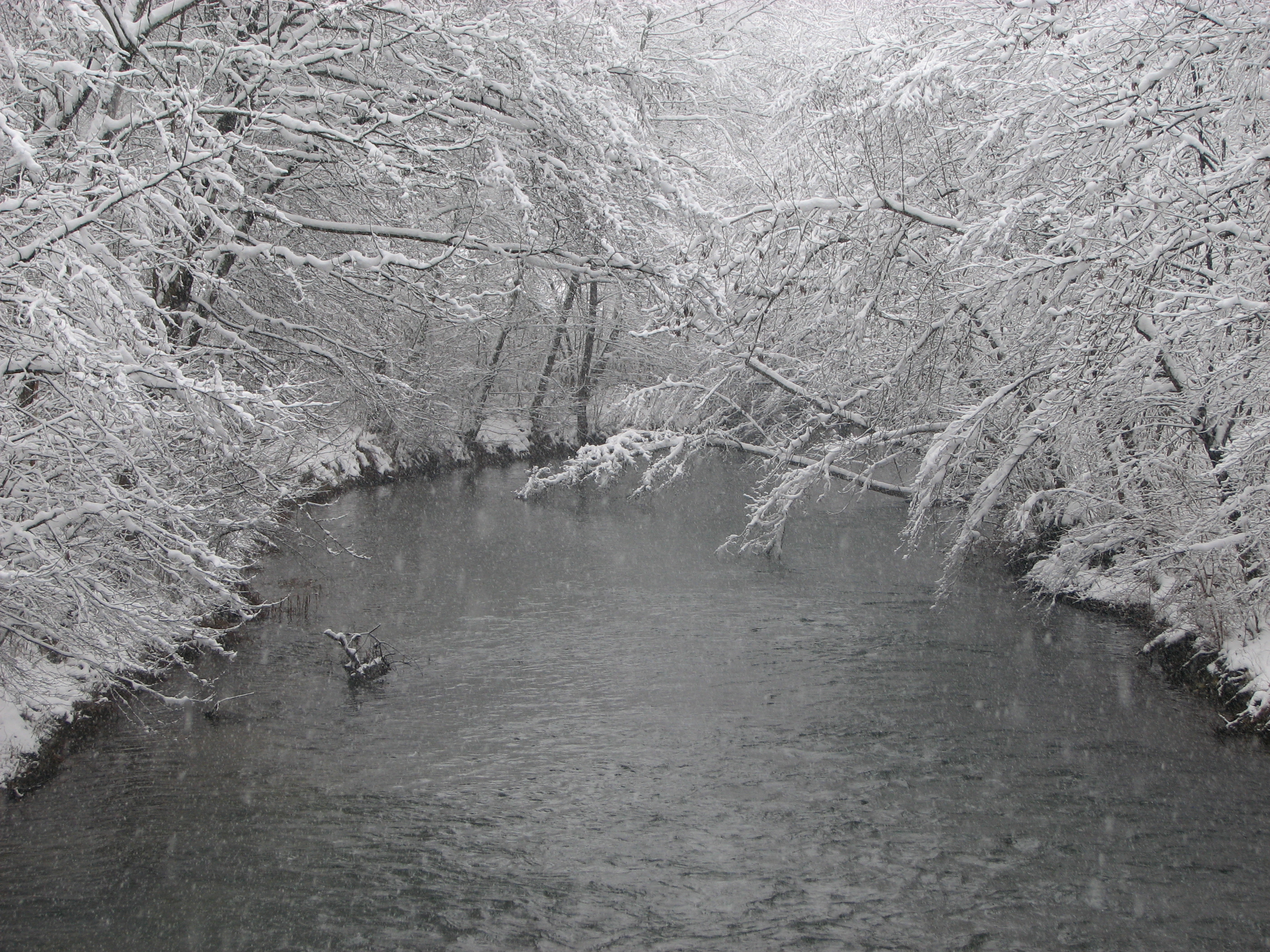
Le Furans vers Peyzieu.

## Toponymie
Arbignieu, comme beaucoup[Quoi ?] de toponymes en -ac, dérive d'un anthroponyme gallo-romain, Albinius, auquel s’ajoute le suffixe localisant -acum, selon le dictionnaire étymologique des noms de lieux en France de Dauzat.

## Histoire
Des monnaies romaines ont été découvertes sur le territoire de la commune[réf. nécessaire].
Le 1er janvier 2016, Arbignieu fusionne avec Saint-Bois sous la commune nouvelle d'Arboys-en-Bugey dont la création a été officialisée par un arrêté préfectoral du 29 septembre 2015.

## Politique et administration
| Période                                  | Période | Identité        | Étiquette | Qualité  |
| ---------------------------------------- | ------- | --------------- | --------- | -------- |
| 1995                                     | 2014    | Daniel Girardet |           |          |
| 2014                                     | 2015    | Charles Berger  | SE        | Retraité |
| Les données manquantes sont à compléter. |         |                 |           |          |

| Période      | Période  | Identité             | Étiquette | Qualité |
| ------------ | -------- | -------------------- | --------- | ------- |
| janvier 2016 | mai 2020 | Charles Berger       |           |         |
| mai 2020     | En cours | Michel-Charles Riera |           |         |

## Démographie
L'évolution du nombre d'habitants est connue à travers les recensements de la population effectués dans la commune depuis 1793. Pour les communes de moins de 10 000 habitants, une enquête de recensement portant sur toute la population est réalisée tous les cinq ans, les populations de référence des années intermédiaires étant quant à elles estimées par interpolation ou extrapolation. Pour la commune, le premier recensement exhaustif entrant dans le cadre du nouveau dispositif a été réalisé en 2007.
En 2018, la commune comptait 509 habitants, en évolution de +4,09 % par rapport à 2012 (Ain : +5,15 %, France hors Mayotte : +2,11 %).
| 1793 | 1800 | 1806 | 1821 | 1831 | 1836 | 1841 | 1846 | 1851 |
| ---- | ---- | ---- | ---- | ---- | ---- | ---- | ---- | ---- |
| 717  | 740  | 769  | 757  | 861  | 826  | 856  | 888  | 970  |

| 1856 | 1861 | 1866 | 1872 | 1876 | 1881 | 1886 | 1891 | 1896 |
| ---- | ---- | ---- | ---- | ---- | ---- | ---- | ---- | ---- |
| 947  | 858  | 849  | 852  | 845  | 814  | 794  | 771  | 730  |

| 1901 | 1906 | 1911 | 1921 | 1926 | 1931 | 1936 | 1946 | 1954 |
| ---- | ---- | ---- | ---- | ---- | ---- | ---- | ---- | ---- |
| 736  | 702  | 650  | 602  | 554  | 512  | 489  | 470  | 445  |

| 1962 | 1968 | 1975 | 1982 | 1990 | 1999 | 2006 | 2007 | 2012 |
| ---- | ---- | ---- | ---- | ---- | ---- | ---- | ---- | ---- |
| 391  | 321  | 317  | 363  | 387  | 431  | 464  | 469  | 489  |

| 2017 | 2018 | - | - | - | - | - | - | - |
| ---- | ---- | - | - | - | - | - | - | - |
| 507  | 509  | - | - | - | - | - | - | - |

## Culture locale et patrimoine

### Lieux et monuments
- Boule de Gargantua (pierre à cupules).
- Ruines du château de Longecombe.

Ancien fief possédé au XIVe siècle par la famille de Luyrieu et dans la suite par celle de Longecombe.
- Restes de la maison forte de Thoy ou Thuey, située à 2 km au nord du bourg, est citée depuis le XIVe siècle[8].
- Maison du général Parra du XVIIIe siècle à Sillignieu.
- Église de Peyzieu, hameau d'Arbignieu.

### Héraldique
| Blason de Arbignieu | Blason  | Parti d'un coupé d'azur à saint Étienne d'argent et d'or à deux bandes ondées du premier ; et de gueules au lion d'hermine. |
| Blason de Arbignieu | Détails | Armoiries conçues par M. Jean-François Binon, adoptées à une date inconnue.                                                 |

### Personnalités liées à la commune
- Marin Jourdan[9] (1748-1807), avocat, homme politique né à Silignieu, commune d'Arbignieu, député du tiers aux Etats généraux de 1789.
- Césaire Nivière (1799 - 1879), agronome, est né à Peyzieu, sur le territoire actuel de la commune.